# Kingsport Mets
I Kingsport Mets sono una squadra di baseball che gioca nella Minor League Baseball, affiliata attualmente ai New York Mets della MLB, giocano nello stadio Hunter Wright Stadium che conta 2 500 posti a sedere.
La squadra venne fondata nel 1969 come Kingsport Royals e fu affiliata ai Kansas City Royals fino all'anno 1973. Vinse per la prima volta la West Division e il suo primo titolo nell'ultimo anno di affiliazione con i Kansas City.
Nel 1974 passarono agli Atlanta Braves e con loro vinsero un altro titolo.
Nel 1980, la squadra passata ai New York Mets centrò ancora per ben due volte il titolo della Appalachian League, nel 1988 e nel 1995. Nel 2013 vinsero per la sesta volta la division con il record di 40 vittorie e 27 sconfitte. Vennero eliminati al primo giro dai Greeneville Astros pe 2-1.

## Roster attuale
Aggiornato il: 23 aprile 2017